# Warpke
Warpke ist ein Ortsteil der Gemeinde Schnega im Landkreis Lüchow-Dannenberg in Niedersachsen.
Das Dorf liegt südwestlich des Kernbereichs von Schnega unweit der südlich verlaufenden Landesgrenze zu Sachsen-Anhalt. Am südlichen Ortsrand fließt die Wustrower Dumme, ein linker Nebenfluss der Jeetzel.
Zu Warpke gehört das nordwestlich gelegene Külitz.

## Geschichte
Im Mittelalter saßen die ab 1124 nachgewiesenen Grafen von Warpke auf einer Burg am östlichen Dorfrand im Bereich des späteren Gutes.
Am 1. Juli 1972 wurde Warpke in die Gemeinde Schnega eingegliedert.